# 施捨

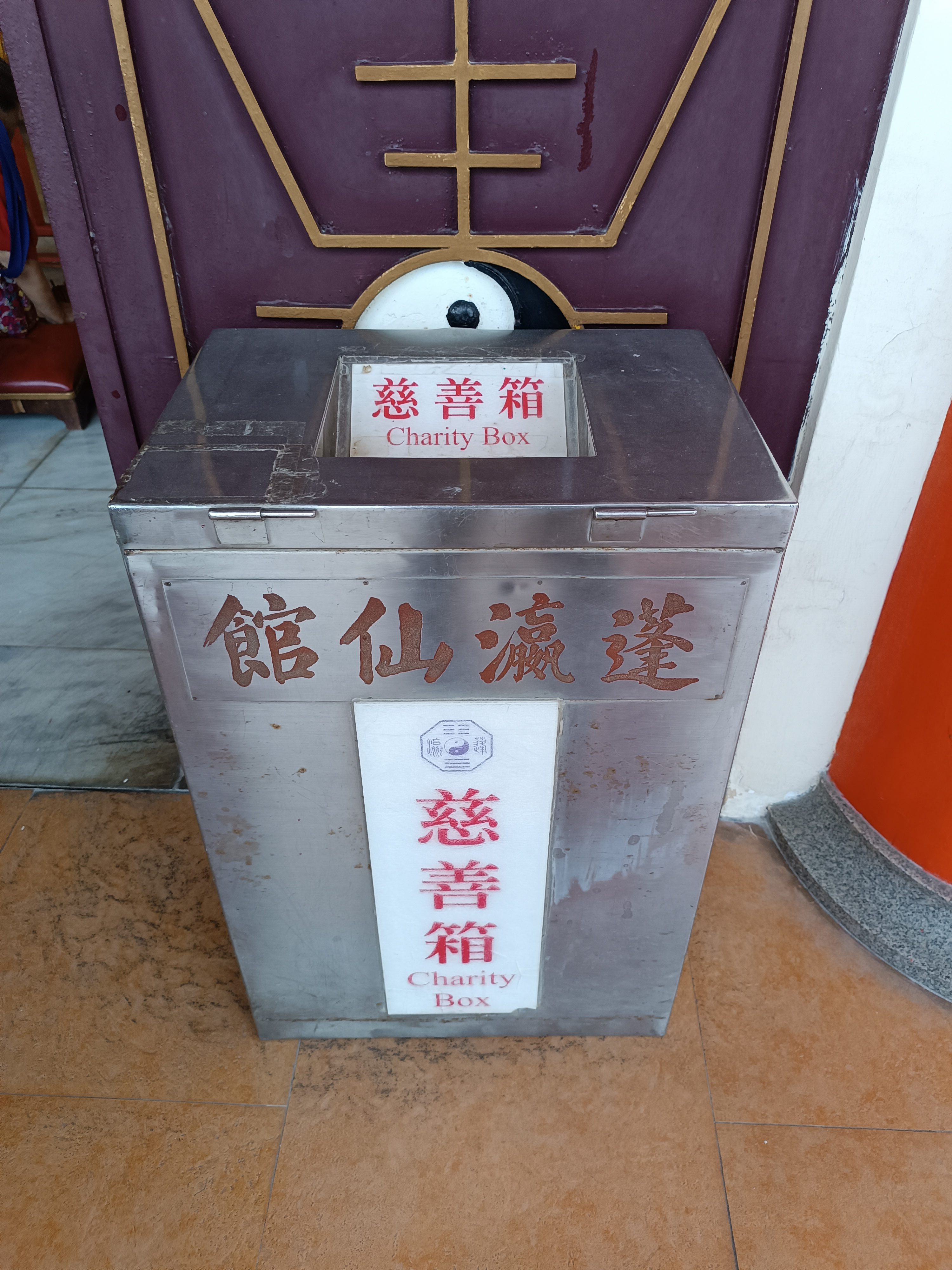

施舍是指人們將金钱、食物或其他物資捐赠给贫困人口。 施舍通常被认为是一种美德或慈善行为。许多宗教和文化中都提倡人們向他人施捨。 